# Rodney Nuckey
Rodney Nuckey (26 de junho de 1929 – 29 de junho de 2000) foi um automobilista britânico nascido na Inglaterra que participou do (GP da Alemanha, em 1953. Falhou em tentar a classificação para o GP da Grã-Bretanha de 1954.
Em sua fugaz passagem pela categoria, pilotou carros da Cooper, representando sempre escuderias não-oficiais (em 1953, pilotou por seu próprio time, e em 1954 guiou pela Ecurie Richmond).
Três dias depois de completar 71 anos, Nuckey morreu em Manila, capital das Filipinas.

## Todos os Resultados na Fórmula 1
(legenda)
| Ano  | Equipe          | Chassis    | Motor      | 1   | 2   | 3   | 4   | 5       | 6   | 7      | 8   | 9   | Pontos | Posição  |
| ---- | --------------- | ---------- | ---------- | --- | --- | --- | --- | ------- | --- | ------ | --- | --- | ------ | -------- |
| 1953 | Rodney Nuckey   | Cooper T23 | Bristol L6 | ARG | 500 | NED | BEL | FRA     | GBR | GER 11 | SWI | ITA | 0      | NC (49º) |
| 1954 | Ecurie Richmond | Cooper T23 | Bristol L6 | ARG | 500 | BEL | FRA | GBR DNS | GER | SWI    | ITA | ESP | 0      | NC       |